# Liste des présidents du jury du Festival de Cannes
Chaque année, le jury du Festival de Cannes est présidé par une personnalité du cinéma internationalement reconnue. La dernière personnalité non-professionnelle du cinéma à avoir présidé le jury est l'écrivain américain William Styron en 1983. Être nommé à ce poste constitue la reconnaissance d'une carrière exceptionnelle.
Hormis la première décennie, il n'y a eu qu'une seule personnalité à obtenir deux fois cet honneur : Jeanne Moreau en 1975 et 1995.

## Liste des présidents du jury

### Jury de la compétition officielle
| Année         | Identité                            | Métier                                   | Nationalité                | Langue(s) d'expression              | Naissance | Mort | Âge    | Films présentés à Cannes |
| ------------- | ----------------------------------- | ---------------------------------------- | -------------------------- | ----------------------------------- | --------- | ---- | ------ | --- |
| 1946          | Georges Huisman                     | Historien                                | France                     | Français                            | 1889      | 1957 | 57 ans | |
| 1947          | Georges Huisman                     | Historien                                | France                     | Français                            | 1889      | 1957 | 58 ans | |
| 1949          | Georges Huisman                     | Historien                                | France                     | Français                            | 1889      | 1957 | 59 ans | |
| 1951          | André Maurois                       | Écrivain                                 | France                     | Français                            | 1885      | 1967 | 66 ans | |
| 1952          | Maurice Genevoix                    | Écrivain                                 | France                     | Français                            | 1880      | 1980 | 72 ans | |
| 1953          | Jean Cocteau                        | Écrivain, réalisateur                    | France                     | Français                            | 1889      | 1963 | 64 ans | |
| 1954          | Jean Cocteau                        | Écrivain, réalisateur                    | France                     | Français                            | 1889      | 1963 | 65 ans | |
| 1955          | Marcel Pagnol                       | Écrivain, réalisateur                    | France                     | Français                            | 1895      | 1974 | 60 ans | |
| 1956          | Maurice Lehmann                     | Réalisateur, producteur                  | France                     | Français                            | 1895      | 1974 | 61 ans | |
| 1957          | André Maurois                       | Écrivain                                 | France                     | Français                            | 1885      | 1967 | 72 ans | |
| 1958          | Marcel Achard                       | Écrivain                                 | France                     | Français                            | 1899      | 1974 | 59 ans | |
| 1959          | Marcel Achard                       | Écrivain                                 | France                     | Français                            | 1899      | 1974 | 60 ans | |
| 1960          | Georges Simenon                     | Écrivain                                 | Belgique                   | Français                            | 1903      | 1989 | 57 ans | |
| 1961          | Jean Giono                          | Écrivain                                 | France                     | Français                            | 1895      | 1970 | 66 ans | |
| 1962          | Tetsurō Furukaki                    | Poète, ambassadeur                       | Japon                      | Japonais, français                  | 1900      | 1987 | 62 ans | |
| 1963          | Armand Salacrou                     | Écrivain                                 | France                     | Français                            | 1899      | 1989 | 64 ans | |
| 1964          | Fritz Lang                          | Réalisateur                              | Allemagne États-Unis       | Allemand, anglais, français         | 1890      | 1976 | 69 ans | |
| 1965          | Olivia de Havilland                 | Comédienne                               | Royaume-Uni États-Unis     | Anglais, français                   | 1916      | 2020 | 48 ans | |
| 1966          | Sophia Loren                        | Comédienne                               | Italie                     | Italien, anglais, français          | 1934      | –    | 32 ans | |
| 1967          | Alessandro Blasetti                 | Réalisateur                              | Italie                     | Italien                             | 1900      | 1987 | 67 ans | |
| 1968          | André Chamson                       | Écrivain                                 | France                     | Français                            | 1900      | 1983 | 68 ans | |
| 1969          | Luchino Visconti                    | Réalisateur                              | Italie                     | Italien, français                   | 1906      | 1976 | 63 ans | Le Guépard (1963) |
| 1970          | Miguel Ángel Asturias               | Écrivain, diplomate                      | Guatemala                  | Espagnol                            | 1899      | 1974 | 71 ans | |
| 1971          | Michèle Morgan                      | Comédienne                               | France                     | Français                            | 1920      | 2016 | 51 ans | |
| 1972          | Joseph Losey                        | Réalisateur                              | États-Unis                 | Anglais                             | 1909      | 1984 | 63 ans | Modesty Blaise (1966), Accident (1967) |
| 1973          | Ingrid Bergman                      | Comédienne                               | Suède                      | Anglais, suédois, italien, français | 1915      | 1982 | 58 ans | |
| 1974          | René Clair                          | Écrivain, réalisateur                    | France                     | Français                            | 1898      | 1981 | 76 ans | |
| 1975          | Jeanne Moreau                       | Comédienne, chanteuse                    | France                     | Français                            | 1928      | 2017 | 47 ans | |
| 1976          | Tennessee Williams                  | Écrivain                                 | États-Unis                 | Anglais                             | 1911      | 1983 | 65 ans | |
| 1977          | Roberto Rossellini                  | Réalisateur                              | Italie                     | Italien, français                   | 1906      | 1977 | 71 ans | Rome, ville ouverte (1946) |
| 1978          | Alan J. Pakula                      | Producteur, réalisateur                  | États-Unis                 | Anglais                             | 1928      | 1998 | 50 ans | |
| 1979          | Françoise Sagan                     | Écrivain, scénariste                     | France                     | Français                            | 1935      | 2004 | 44 ans | |
| 1980          | Kirk Douglas                        | Comédien                                 | États-Unis                 | Anglais                             | 1916      | 2020 | 64 ans | |
| 1981          | Jacques Deray                       | Réalisateur                              | France                     | Français                            | 1929      | 2003 | 52 ans | |
| 1982          | Giorgio Strehler                    | Metteur en scène                         | Italie                     | Italien                             | 1921      | 1997 | 61 ans | |
| 1983          | William Styron                      | Écrivain                                 | États-Unis                 | Anglais                             | 1925      | 2006 | 58 ans | |
| 1984          | Dirk Bogarde                        | Comédien                                 | Royaume-Uni                | Anglais                             | 1921      | 1999 | 63 ans | |
| 1985          | Miloš Forman                        | Réalisateur                              | Tchécoslovaquie États-Unis | Anglais, tchèque, russe             | 1932      | 2018 | 53 ans | Au Feu, les Pompiers ! (1967), Taking Off (1971), Hair (1979) |
| 1986          | Sydney Pollack                      | Réalisateur, comédien                    | États-Unis                 | Anglais                             | 1934      | 2008 | 52 ans | On Achève bien les Chevaux (1969), Jeremiah Johnson (1972) |
| 1987          | Yves Montand                        | Comédien, chanteur                       | France                     | Français                            | 1921      | 1991 | 66 ans | |
| 1988          | Ettore Scola                        | Réalisateur, scénariste                  | Italie                     | Italien                             | 1931      | 2016 | 57 ans | Drame de la Jalousie (1970), Affreux, Sales et Méchants (1976), Une Journée Particulière (1977)                                                                   |
| 1989          | Wim Wenders                         | Réalisateur                              | Allemagne                  | Anglais, allemand, français         | 1945      | –    | 44 ans | Au Fil du Temps (1976) L'Ami américain (1977), Paris, Texas (1984)                                                                                                |
| 1990          | Bernardo Bertolucci                 | Réalisateur                              | Italie                     | Italien, français                   | 1941      | 2018 | 49 ans | La Tragédie d'un homme ridicule (1981) |
| 1991          | Roman Polanski                      | Réalisateur                              | France Pologne             | Anglais, polonais, français         | 1933      | –    | 58 ans | Macbeth (1972), Le Loctaire (1976), Pirates (1986) |
| 1992          | Gérard Depardieu                    | Comédien, producteur                     | France                     | Français                            | 1948      | –    | 44 ans | |
| 1993          | Louis Malle                         | Réalisateur                              | France                     | Français                            | 1932      | 1995 | 61 ans | Le Monde du Silence (1956), Le Souffle au Cœur (1971), La Petite (1978)                                                                                           |
| 1994          | Clint Eastwood                      | Comédien, réalisateur                    | États-Unis                 | Anglais                             | 1930      | –    | 64 ans | |
| 1994          | Catherine Deneuve (vice-présidente) | Comédienne                               | France                     | Français                            | 1943      | –    | 50 ans | |
| 1995          | Jeanne Moreau                       | Comédienne, chanteuse                    | France                     | Français                            | 1928      | 2017 | 67 ans | |
| 1996          | Francis Ford Coppola                | Réalisateur                              | États-Unis                 | Anglais                             | 1939      | –    | 57 ans | |
| 1997          | Isabelle Adjani                     | Comédienne                               | France                     | Français                            | 1955      | –    | 42 ans | |
| 1998          | Martin Scorsese                     | Réalisateur, producteur                  | États-Unis                 | Anglais                             | 1942      | –    | 56 ans | |
| 1999          | David Cronenberg                    | Réalisateur                              | Canada                     | Anglais                             | 1943      | –    | 56 ans | Crash (1996) |
| 2000          | Luc Besson                          | Réalisateur, producteur                  | France                     | Français                            | 1959      | –    | 41 ans | Le Grand Bleu (1987), Le Cinquième Élément (1996) |
| 2001          | Liv Ullmann                         | Comédienne, réalisatrice                 | Norvège                    | Norvégien, anglais                  | 1938      | –    | 63 ans | |
| 2002          | David Lynch                         | Réalisateur, chanteur, peintre           | États-Unis                 | Anglais                             | 1946      | –    | 56 ans | |
| 2003          | Patrice Chéreau                     | Réalisateur, metteur en scène            | France                     | Français                            | 1944      | 2013 | 59 ans | |
| 2004          | Quentin Tarantino                   | Réalisateur                              | États-Unis                 | Anglais                             | 1963      | –    | 41 ans | Pulp Fiction (1994, récompensé par la Palme d'or) |
| 2005          | Emir Kusturica                      | Réalisateur, musicien                    | Serbie France              | Serbo-croate, anglais, français     | 1954      | –    | 51 ans | |
| 2006          | Wong Kar-wai                        | Réalisateur, producteur                  | Hong Kong                  | Chinois, anglais                    | 1958      | –    | 48 ans | |
| 2007          | Stephen Frears                      | Réalisateur                              | Royaume-Uni                | Anglais                             | 1941      | –    | 66 ans | |
| 2008          | Sean Penn                           | Comédien, réalisateur                    | États-Unis                 | Anglais                             | 1960      | –    | 48 ans | |
| 2009          | Isabelle Huppert                    | Comédienne                               | France                     | Français                            | 1953      | –    | 56 ans | |
| 2010          | Tim Burton                          | Réalisateur, producteur, scénariste      | États-Unis                 | Anglais                             | 1958      | –    | 52 ans | Ed Wood (1994) |
| 2011          | Robert De Niro                      | Comédien                                 | États-Unis                 | Anglais                             | 1943      | –    | 67 ans | Taxi Driver (1976) |
| 2012          | Nanni Moretti                       | Réalisateur, comédien                    | Italie                     | Italien                             | 1953      | –    | 58 ans | |
| 2013          | Steven Spielberg                    | Réalisateur, producteur                  | États-Unis                 | Anglais                             | 1946      | –    | 66 ans | Sugarland Express (1974), E.T. (1982), Indiana Jones et le Royaume du crâne de cristal (2008)                                                                     |
| 2014          | Jane Campion                        | Réalisatrice                             | Nouvelle-Zélande           | Anglais                             | 1954      | –    | 60 ans | Peel (1986), La Leçon de piano (1994), Bright Star (2009) |
| 2015          | Joel Coen                           | Réalisateurs, scénaristes et producteurs | États-Unis                 | Anglais                             | 1954      | –    | 60 ans | |
| 2015          | Ethan Coen                          | Réalisateurs, scénaristes et producteurs | États-Unis                 | Anglais                             | 1957      | –    | 57 ans | |
| 2016          | George Miller                       | Réalisateur, scénariste et producteur    | Australie                  | Anglais                             | 1945      | –    | 71 ans | Mad Max: Fury Road (2015) |
| 2017          | Pedro Almodóvar                     | Réalisateur, scénariste et producteur    | Espagne                    | Espagnol                            | 1949      | –    | 67 ans | |
| 2018          | Cate Blanchett                      | Actrice                                  | Australie                  | Anglais                             | 1969      | –    | 48 ans | Babel (2006), Carol (2015) |
| 2019          | Alejandro González Iñárritu         | Réalisateur, scénariste et producteur    | Mexique / Espagne          | Espagnol mexicain / Espagnol        | 1963      | –    | 55 ans | Babel (2006), Biutiful (2010) |
| 2020 (annulé) | Spike Lee                           | Réalisateur, scénariste et producteur    | États-Unis                 | Anglais                             | 1957      | –    | 63 ans | Do the Right Thing (1989), Jungle Fever (1991), BlacKkKlansman (2018),                                                                                            |
| 2021          | Spike Lee                           | Réalisateur, scénariste et producteur    | États-Unis                 | Anglais                             | 1957      | –    | 64 ans | Do the Right Thing (1989), Jungle Fever (1991), BlacKkKlansman (2018),                                                                                            |
| 2022          | Vincent Lindon                      | Comédien                                 | France                     | Français                            | 1959      | –    | 62 ans | La Loi du marché (2015), Rodin (2017), En guerre (2018), Titane (2021)                                                                                            |
| 2023          | Ruben Östlund                       | Réalisateur, scénariste et producteur    | Suède                      | suédois                             | 1974      | –    | 49 ans | The Square (2017), Sans filtre (2022) |
| 2024          | Greta Gerwig                        | Réalisatrice, scénariste et actrice      | États-Unis                 | Anglais                             | 1983      | –    | 40 ans | |
| 2025          | Juliette Binoche                    | Actrice                                  | France                     | Français                            | 1964      | –    | 61 ans | Rendez-vous (1985), Code inconnu (2000), Caché (2005), Copie conforme, Cosmopolis (2012), Sils Maria (2014), Ma Loute (2016), La Passion de Dodin Bouffant (2023) |

### Jury des courts métrages et la Cinéfondation
Un jury des courts métrages exista de 1953 à 1973, pour attribuer la Palme d'or du court métrage. Il fut rétabli en 1998 et attribue également les prix de la Cinéfondation.

### Jury de laCaméra d'or
La récompense fut fondée en 1978 pour récompenser le meilleur premier film. Les premières attributions étaient décidés par le vote des journalistes présents. Comme il y avait trop de films à visionner pour les critiques, le Festival décida de créer un jury spécifique en 1983.

### JuryUn certain regard
La section fut créée en 1978 mais resta non-compétitive jusqu'en 1998, avec la création d'un jury remettant le Prix Un certain regard.

## Liens
- Liste des prix décernés
- Les jurys par années, sur le site du festival